# Saint-Saire
Saint-Saire ist eine französische Gemeinde mit 579 Einwohnern (Stand: 1. Januar 2022) im Département Seine-Maritime in der Region Normandie. Sie gehört zum Arrondissement Dieppe, zum Kanton Neufchâtel-en-Bray und ist Mitglied des Kommunalverbands Communauté Bray-Eawy. Die Bewohner werden Saint-Salviens und Saint-Salviennes genannt.
Die Gemeinde erhielt 2022 die Auszeichnung „Zwei Blumen“, die vom Conseil national des villes et villages fleuris (CNVVF) im Rahmen des jährlichen Wettbewerbs der blumengeschmückten Städte und Dörfer verliehen wird.

## Geographie
Saint-Saire ist ein Bauerndorf mit Leichtindustrie, das am Béthune im Naturraum Pays de Bray liegt. Saint-Saire ist östlich des Zentrums des Départements, etwa 39 Kilometer südöstlich von Dieppe und etwa 40 Kilometer nordöstlich von Rouen.

### Nachbargemeinden
| Neuville-Ferrières | Bouelles           | Nesle-Hodeng  |
| Fontaine-en-Bray   | Kompass            |               |
| Sainte-Geneviève   | Beaubec-la-Rosière | Mesnil-Mauger |

## Geschichte
Ein Kloster in Saint-Saire wurde im 9. Jahrhundert von den Wikingern zerstört. Der Bahnhof Nesle – Saint-Saire gehörte zur Bahnstrecke Saint-Denis–Dieppe, die in den 1990er-Jahren eingestellt wurde.

## Bevölkerungsentwicklung
Die Bevölkerungsanzahl ist durch Volkszählungen seit 1793 bekannt. Die Einwohnerzahlen bis 2005 werden auf der Website der École des Hautes Études en Sciences Sociales veröffentlicht.
| Jahr | Bevölkerungsanzahl |
| ---- | ------------------ |
| 1962 | 589                |
| 1968 | 514                |
| 1975 | 433                |
| 1982 | 374                |
| 1990 | 418                |
| 1999 | 477                |
| 2006 | 575                |
| 2015 | 661                |

## Sehenswürdigkeiten

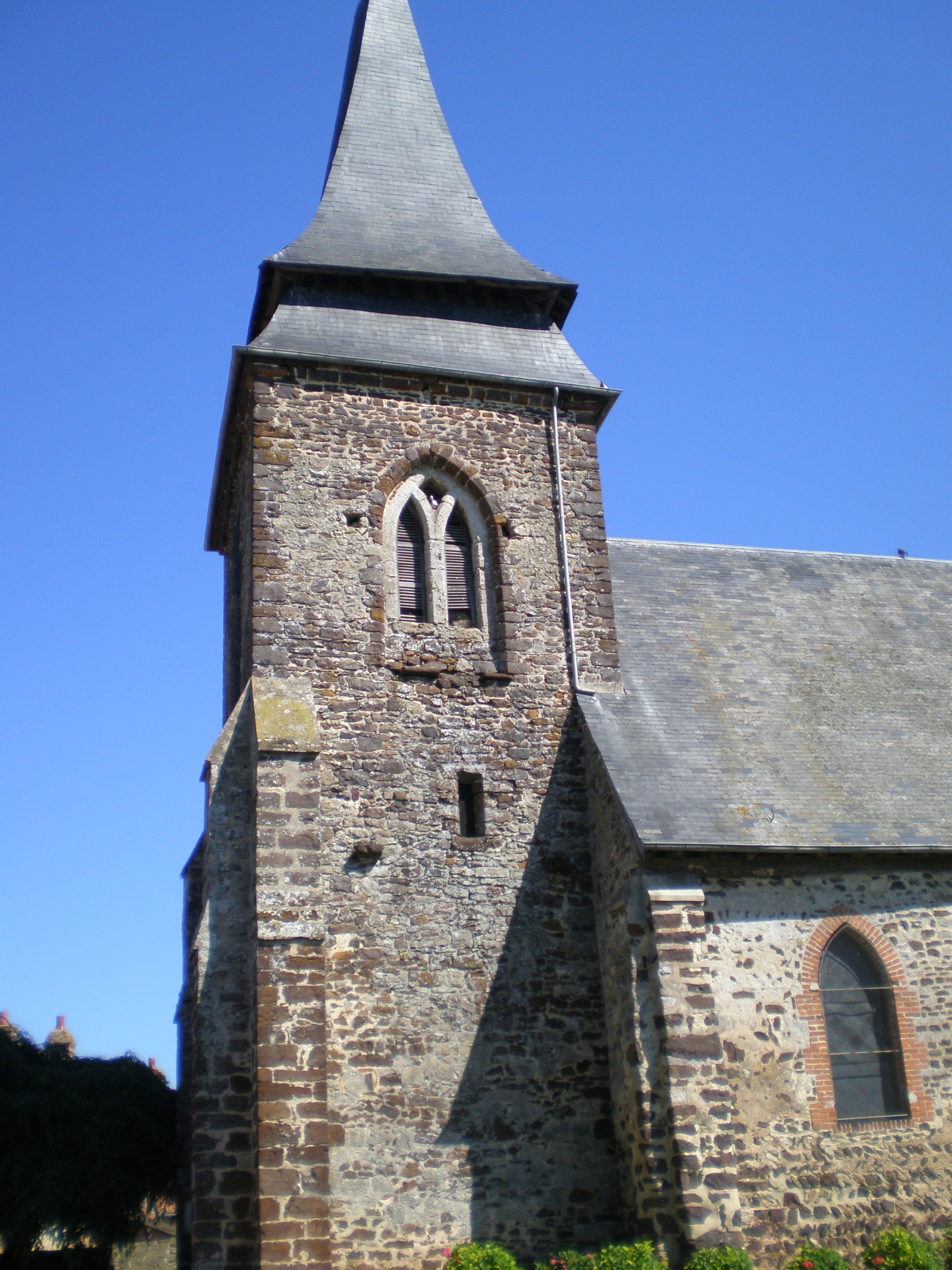
Pfarrkirche Saint-Saire

- Die Pfarrkirche von Saint-Saire wurde zu Beginn des 12. Jahrhunderts an der Stelle des Klosters erbaut, das während der normannischen Invasion zerstört wurde. Ein Turm aus Sandstein aus dem 13. Jahrhundert wurde mehrmals umgebaut, vor allem dank der Spenden der Herrschaft von Saint-Saire. Die Kirche ist seit 2000 als Monument historique eingeschrieben.
- Ruine Boulainvilliers
- Die Avenue verte, ein Voie verte (Radweg), der Forges-les-Eaux und Arques-la-Bataille (45 Kilometer) verbindet und eine Verlängerung des Radwegs von Paris nach London darstellt.

## Sohn des Ortes
- Henri de Boulainvilliers (1658–1722), französischer Historiker, Philosoph und Astrologe